# Constituição dos dezassete artigos
A  constituição dos dezassete artigos (十七条憲法, jūshichijō kenpō) é, de acordo com o Nihon Shoki publicado em 720, um documento da autoria do príncipe Shōtoku de 604.  A constituição foi adoptada no reinado da Imperatriz Suiko. O documento não se baseia nas leis básicas pelas quais o estado era governado como se podia esperar de uma constituição moderna, pois consistia num documento que se fundamentava essencialmente em doutrinas budistas e confucionistas que incidiu sobre a moral e as virtudes pretendidas pelos funcionários do governo, sobre assuntos do imperador que garantiam a boa funcionalidade do estado, onde o imperador devia ser considerado como a mais alta autoridade do poder político e social.  Foi um dos primeiros documentos morais ditatoriais da história.